# Héctor Lucchetti
Héctor Pablo Lucchetti (La Plata, 9 marzo 1905 – ...) è stato uno schermidore argentino, vincitore di una medaglia di bronzo nella scherma ai giochi olimpici.
Era fratello dello schermidore Luis Lucchetti.